# Виктор Шувалов
Виктор Григорјевич Шувалов (рус. Виктор Григорьевич Шувалов; Рузајевка, 15. децембар 1923 —  19. април 2021) био је совјетски хокејаш на леду и фудбалер и члан репрезентације Совјетског Савеза која је освојила историјску прву златну медаљу на Светском првенству 1954. године. Играо је на позицији централног нападача. Заслужни мајстор хокејашког спорта Совјетског Савеза од 1953. године, и заслужни мајстор спорта фудбала од 1951. године.
Хокејом је почео да се бави у Чељабинску 1947. године где је и заиграо за локални Дзержинец. Након две сезоне у том клубу прелази у, у то време елитни војни клуб ХК ВВС МВО за који је играо 4 сезоне. Од 1953. до 1957. наступао је у дресу московског ЦСКА у ком је играо заједно са Бобровим и Бабичем. Освојио је укупно 5 титула националног првака Совјетског Савеза (1951—1953, 1955. и 1956) и четири титуле победника националног купа (1952, 1954—1956), а у првенствима Совјетског Савеза одиграо је укупно 150 утакмица и постигао чак 222 гола. Играчку каријеру завршио је као тренер-играч у калињинском СКА. Радио је и као селектор репрезентације Румуније у периоду 1973−1975. године. 
За репрезентацију Совјетског Савеза играо је 4 сезоне, од 1954. до 1957, одигравши 51 утакмицу уз постигнутих 40 голова. Са репрезентацијом је освојио две титуле светског првака на СП 1954. и СП 1956. и сребро на СП 1955, а на светским првенствима одиграо је 15 утакмица и постигао 13 голова. Највећи успех остварио је на ЗОИ 1956. у италијанској Кортини д'Ампецо где је селекција Совјетског Савеза освојила златну медаљу. На том олимпијском турниру одиграо је 7 утакмица и постигао 5 голова.
У периоду 1950−1952. играо је у фудбалској секцији екипе ВВС МВО за коју је одиграо укупно 75 утакмица и постигао 25 голова. Године 1950. уврштен је на списак 33 најбоља фудбалера Совјетског Савеза. 
Дипломирао је на Московском државном факултету за спорт и физичку културу 1964. године. 
Године 2004. уврштен је у Кућу славних руског хокеја на леду.